# Francisca Opazo
Francisca Opazo Ellicker (Santiago de Chile, 4 de agosto de 1975) es una actriz chilena de cine, teatro y televisión.
En 1994 inició sus estudios universitarios en la Universidad de las Américas de Santiago, donde egresó en 1997, luego llegó a la televisión con la teleserie Borrón y cuenta nueva y La fiera de Televisión Nacional de Chile.
Se hizo conocida por interpretar a Carmela Carvajal en la película chilena La Esmeralda, 1879.
Desde marzo de 2013 hasta diciembre de 2014 se integró como locutora de la radio Top FM.

## Filmografía

### Cine
- El seductor (2004)
- Paréntesis (2005)
- Che Kopete, la película (2007)
- La Esmeralda, 1879 (2010) - Carmela Carvajal

### Telenovelas
| Teleseries | Teleseries            | Teleseries                            | Teleseries  |
| Año        | Teleserie             | Rol                                   | Canal       |
| ---------- | --------------------- | ------------------------------------- | ----------- |
| 1998       | Borrón y cuenta nueva | Soledad                               | TVN         |
| 1999       | La fiera              | Pascuala Hurtado/María José Benavente | TVN         |
| 2004       | Destinos Cruzados     | Poli                                  | TVN         |
| 2006       | Montecristo           | Mariana                               | Mega        |
| 2008       | Mala conducta         | Valeska Serrano                       | Chilevisión |
| 2010       | Mujeres de lujo       | Carmen Olarra/Aguamarina              | Chilevisión |

### Series
| Series | Series                               | Series                      | Series      |
| Año    | Serie                                | Rol                         | Canal       |
| ------ | ------------------------------------ | --------------------------- | ----------- |
| 1998   | Mi abuelo mi nana y yo               | Coca                        | TVN         |
| 2002   | El día menos pensado                 | Lucrecia                    | TVN         |
| 2004   | Loco por ti                          | Daniela Atenas              | TVN         |
| 2004   | Bienvenida realidad                  | Leticia Ochoa               | TVN         |
| 2005   | Mitú                                 | Amanda Carreño              | Mega        |
| 2005   | La Nany                              | Julia Amigo                 | Mega        |
| 2006   | Porky te amo                         | María Jesús "Jechu" Miranda | Mega        |
| 2007   | Tres son multitud                    | Sara Viñuela                | Mega        |
| 2007   | Casado con hijos                     | Lorena Argandoña            | Mega        |
| 2009   | Una pareja dispareja                 | Macarena Santelices         | TVN         |
| 2010   | Secreto a voces                      | Olivia Catalán              | UCV         |
| 2011   | 12 días                              | Rita Robles                 | Chilevisión |
| 2012   | El diario secreto de una profesional | Secretaria de Hernán        | TVN         |
| 2017   | Abrazar la vida                      | Laura                       | Canal 13    |

- Datos: Q5864926